# Гакман, Виктор Аксель
Виктор Аксель Хакман (Гакман) (фин. Victor Axel Hackman; 27 апреля 1866, Выборг, Российская империя — 26 ноября 1941, Хельсинки, Финляндия) — финский геолог, петрограф, педагог, профессор геологии (с 1936), доктор наук (с 1894).

## Биография
Получил степень бакалавра в области философии, в 1894 году защитил докторскую диссертацию.
В 1891 и 1892 годах в качестве помощника в геологических работах, участвовал в экспедициях Вильгельма Рамзая на Кольский полуостров, в Хибины и Ловозерские тундры. В 1894 опубликовал работу по петрографии «Petrographische Beschreibung des Nephelinsyenites vom Umptek und einiger ihn begleitenden Gesteine».
Специалист в области петрографии, геологии четвертичного периода и изучения нефелиновых песков (сиенитов). Совместно с Рамзаем написал работу «Нефелино-сиенитовая область на Кольском полуострове». Опубликовал также несколько геологических карты исследуемых районов.
В 1894—1898 годах — доцент в 1899—1912 — преподаватель минералогии и петрографии Гельсингфорсского университета. С 1902 — член Геологическом комиссии. В 1924—1935 годах работал в Геологической службе Финляндии.
Именем Гакман названы ущелье и река в Хибинских тундрах, минерал «гакманит» (1903), разновидность содалита (минерала щелочных пород), содержащая атомарную серу.

## Иные сведения
Виктор Аксель Хакман относится к древнему роду, берущему своё начало в немецком городе Бремене.
В Российской империи император Александр II даровал Хакманам дворянское звание 7 марта 1874 года.
Является племянником Вильгельма Хакмана - известного выборгского предпринимателя, мецената, торгового советника.

## Избранные публикации
- Das Nephelinsyenitgebiet auf der Halbinsel Kola (1894)
- Neue Mitteilungen über das Ijolithmassiv in Kuusamo (1899)
- Die chemische Beschaffenheit von Eruptivgesteinen Finlands und der Halbinsel Kola im Lichte des neuen amerikanischen… (1905)
- Der Pyroxen-Granodiorit von Kakskerta bei Åbo und seine Modifikationen, etc (Bulletin de la Commission Géologique… (1923)
- Das Gebiet der Alkaligesteine von Kuolajärvi in Nordfinnland, etc (Bulletin de la Commission Géologique de Finlande… (1925)